# هارکستید
هارکستید (به هلندی: Harkstede) یک منطقهٔ مسکونی در هلند است که در میدن-گرونینگن واقع شده‌است. هارکستید ۳٬۳۲۵ نفر جمعیت دارد.